# Họ Cá mũi voi
Mormyridae là một họ cá nước ngọt có nguồn gốc Châu Phi trong bộ Osteoglossiformes. Nó là họ lớn nhất trong bộ với khoàng 200 loài. Các thành viên trong họ này rất phổ biến trong bể cá. Những con cá này cũng được biết đến vì có kích thước bộ não lớn và trí thông minh cao bất thường.
Không nên nhầm lẫn chúng với cá mập ma Úc (Callorhinchus milii) mà đôi khi được gọi là "Cá mũi voi"

## Phân loại
- Họ Mormyridae
  - Phân họ Mormyrinae
    - Boulengeromyrus Taverne & Gery, 1968
    - Brienomyrus Taverne, 1971
    - Campylomormyrus Bleeker, 1874
    - Cyphomyrus Pappenheim, 1906
    - Genyomyrus Boulenger, 1898
    - Gnathonemus Gill, 1863
    - Heteromormyrus Steindachner năm 1866
    - Hippopotamyrus Pappenheim, 1906
    - Hyperopisus Gill năm 1862
    - Isichthys Gill, 1863
    - Ivindomyrus Taverne & Gery, 1975
    - Marcusenius Gill năm 1862
    - Mormyrops J. P. Müller, 1843
    - Mormyrus Linnaeus, 1758
    - Myomyrus Boulenger, 1898
    - Oxymormyrus Bleeker, 1874
    - Paramormyrops Taverne, Thys van den audenaerde & Heymer, 1977
    - Pollimyrus Taverne, 1971
    - Stomatorhinus Boulenger, 1898

  - Phân họ Petrocephalinae
    - Petrocephalus Marcusen, 1854